# رادو زاهاريا
رادو زاهاريا (بالرومانية: Radu Zaharia)‏ هو لاعب كرة قدم روماني في مركز ظهير ‏، ولد في 25 يناير 1989 في مدياس ‏ في رومانيا. شارك مع منتخب رومانيا تحت 21 سنة لكرة القدم. أما مع النوادي، فقد لعب مع نادي إيرميس أراديبو.

## وصلات خارجية
- رادو زاهاريا على موقع قاعدة بيانات كرة القدم.إي يو (الإنجليزية)
- رادو زاهاريا على موقع Soccerway.com (الإنجليزية)